# Kyle Magennis
Kyle Magennis, né le 26 août 1998 à Glasgow en Écosse, est un footballeur écossais qui évolue au poste d'ailier droit au Hibernian FC.

## Biographie

### Carrière en club
Natif de Glasgow en Écosse, Kyle Magennis est un pur produit du centre de formation du Saint Mirren FC, qu'il rejoint en 2004. Il fait sa première apparition avec l'équipe professionnelle le 1er novembre 2016, alors que le club évolue en deuxième division écossaise, lors d'une rencontre face au Greenock Morton FC. Il entre en jeu en cours de partie, lors de cette rencontre perdue par son équipe sur le score de trois buts à un. Le 6 décembre de la même année, Magennis inscrit son premier but, lors d'un match de championnat face au Queen of the South, contre qui Saint Mirren s'impose (2-3). Trois jours plus tard il prolonge son contrat avec son club formateur jusqu'en 2019.
Lors de la saison 2017-2018, Magennis participe à la remontée du club en première division, Saint Mirren terminant premier du classement. Le 23 juin 2018 il prolonge son contrat jusqu'en juin 2021.
En janvier 2020 il se blesse gravement au genou, ce qui met un terme à sa saison 2019-2020.
Le 5 octobre 2020, il rejoint Hibernian, signant un contrat de cinq ans. Il joue son premier match sous ses nouvelles couleurs le 7 octobre 2020 face au Brora Rangers F.C. (en) en coupe de la Ligue écossaise. Son équipe s'impose sur le score de trois buts à un.
Magennis s'illustre dès la première journée de la saison 2021-2022, le 1er août 2021, en marquant un but face au Motherwell FC, participant ainsi à la victoire de son équipe par trois buts à deux. Touché à l'aine en septembre, il est absent des terrains jusqu'à la fin de l'année, et alors qu'il devait reprendre la compétition, il se blesse sérieusement au genou en début d'année, ce qui nécessite une opération et met un terme à sa saison,.

### Carrière en équipe nationale
Le 11 septembre 2018, Kyle Magennis joue son premier match avec l'équipe d'Écosse espoirs, contre les Pays-Bas. Il est titularisé sur le côté droit de l'attaque, et les Écossais s'imposent sur le score de deux buts, dans cette rencontre des éliminatoires de l'Euro espoirs 2019.